# زردپره‌های نمادین
زردپره‌های نمادین (نام علمی: Emberiza) نام یک سرده از تیره زردپرگان راستین است.

## فهرست گونه‌ها
- زردپره مزرعه،  Emberiza calandra
- زردپره لیمویی،  Emberiza citrinella
- زردپره گونه‌سفید،  Emberiza leucocephalos
- زردپره گلوسیاه،  Emberiza cirlus
- زردپره تبتی،  Emberiza koslowi
- زردپره کوهی،  Emberiza cia
- زردپره گودلفسکی،  Emberiza godlewskii
- زردپره مرغزار،  Emberiza cioides
- زردپره یانکوفسکی،  Emberiza jankowskii
- زردپره خاکستری،  Emberiza buchanani
- زردپره رخ‌زرد،  Emberiza cineracea
- زردپره سرزیتونی،  Emberiza hortulana
- زردپره سرسفید،  Emberiza stewarti
- زردپره سرآبی،  Emberiza caesia
- زردپره خانگی،  Emberiza sahari
- زردپره راه‌راه،  Emberiza striolata
- زردپره چکاوک‌مانند،  Emberiza impetuani
- زردپره سینه‌دارچینی،  Emberiza tahapisi
- Gosling's bunting, Emberiza goslingi
- زردپره سقطرا،  Emberiza socotrana
- زردپره دماغه،  Emberiza capensis
- زردپره وینسنت،  Emberiza vincenti
- زردپره تریسترم،  Emberiza tristrami
- زردپره گوش‌بلوطی،  Emberiza fucata
- زردپره کوچک،  Emberiza pusilla
- زردپره ابروزرد،  Emberiza chrysophrys
- زردپره حنایی،  Emberiza rustica
- زردپره گلوزرد،  Emberiza elegans
- زردپره سینه‌زرد،  Emberiza aureola
- زردپره سینه‌طلایی،  Emberiza flaviventris
- زردپره سومالی،  Emberiza poliopleura
- زردپره ته‌قهوه‌ای،  Emberiza affinis
- زردپره کابانیس،  Emberiza cabanisi
- زردپره بلوطی،  Emberiza rutila
- زردپره سرسیاه،  Emberiza melanocephala
- زردپره سرسرخ،  Emberiza bruniceps
- زردپره زرد،  Emberiza sulphurata
- زردپره سیاه‌چهره،  Emberiza spodocephala
- زردپره خاکستری،  Emberiza variabilis
- زردپره نیزار،  Emberiza schoeniclus
- زردپره نیزار پالاس،  Emberiza pallasi
- زردپره نیزار ژاپنی،  Emberiza yessoensis
- زردپره پادراز،  Emberiza alcoveri (prehistoric)